# Gérard Fromanger

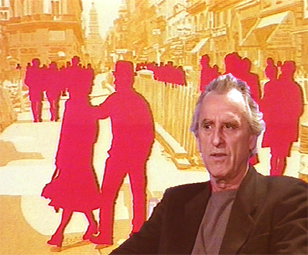
Gérard Fromanger vor einem seiner Bilder (1995)

Gérard Fromanger (* 6. September 1939 in Jouars-Pontchartrain, Département Yvelines, Frankreich; † 18. Juni 2021 in Paris) war ein französischer Maler und Bildhauer.

## Leben und Werk
Sein Vater war Hobbymaler und stammte aus einer künstlerisch veranlagten Familie; so malte und zeichnete auch Fromanger sehr früh. An der Académie de la Grande Chaumière studierte er kurz Kunst. Er besuchte auch Abendkurse, die vom Bürgermeisteramt der Stadt Paris organisiert wurden.
Fromanger zeichnete und malte anfänglich figurativ mit Helldunkelkontrasten in Grau und Erdfarben. Er beschäftigte sich auch mit Lithographie und zieht in weiterer Folge kontrastierende Flächen vor. Als Reaktion auf die US-amerikanische Pop Art entstand in Frankreich in den 1960er Jahren die Narrative Figuration, die er entscheidend mitprägte.
Im Pariser Mai des Jahres 1968 war Fromanger Mitbegründer des Volksateliers der Kunstakademie, das Tausende von Plakaten entwarf und druckte. Später machte er umweltfreundliche Skulpturen und designte Kostüme und Dekors für das Ballett. Allmählich wandelte er sich vom sozial engagierten, militanten Künstler, zu einem, der an Spuren, Formen und Farben um ihrer selbst willen Gefallen findet. Die Malerei ist für ihn ein Mittel, den globalen Wandel zu visualisieren. Seine Bilder sind eine Symphonie aus sich überlagernden menschlichen Silhouetten, aus Linien, die sich suchen, vernetzen und verlaufen – und eine Symphonie der Farben, wobei Rot dominiert.
Fromanger lebte und arbeitete in Paris und Montauto bei San Gimignano, Italien.

## Werke (Auswahl)
Bildnerisches Werk
- 1968: Amerikanische Flagge (Die Rote) (Drapeau américain (Le Rouge))
- 1968: Französische Flagge (Die Rote) (Drapeau française (Le Rouge))
- 1979: Mein einziger Wunsch (A mon seul désir); Öl auf Leinwand, 250 × 400 cm
- 1988: Cocody, Treichville rue 3; Pastell und Graphit auf Papier, 65 × 50 cm
- 2011: Gérard (Selbstporträt); Pastell auf Papier, 76 × 56 cm

## Ausstellungen (Auswahl)
- ab 1964 diverse Gruppenausstellungen, sowie Einzelausstellungen in Grenoble, Namur, Paris, Sienna
- 2016: Gérard Fromanger, Centre Pompidou, Frankreich, 17. Februar bis 16. Mai 2016